# Donja Otulja
Donja Otulja (Servisch cyrillisch Доња Отуља) is een plaats in de Servische gemeente Vranje. De plaats telt 101 inwoners (2002).